# Amara Conde
Amara Conde (Friburgo, 6 gennaio 1997) è un calciatore tedesco, centrocampista dell'Heerenveen.

## Caratteristiche tecniche
È un centrocampista centrale.

## Carriera

### Nazionale
Partecipa con la nazionale Under-20 tedesca al Campionato mondiale 2017 di categoria, scendendo in campo in 4 occasioni.